# Zamek w Łabiszynie
Zamek w Łabiszynie – nieistniejący zamek rycerski z XIV wieku w Łabiszynie na Kujawach, w województwie kujawsko-pomorskim. 
W XIII wieku w Łabiszynie istniał gród obronny, wzmiankowany w 1247 roku jako castrum Labisin. W roku 1376 Wojciech z Kościelca i Łabiszyna, wojewoda brzeskokujawski, wzniósł na miejscu dawnej siedziby rodowej murowany z cegły obiekt obronny. Całe założenie położone było na wyspie na Noteci, zwanej obecnie Wyspą Parkową. Zamek wzmiankowano jako castrum Labischin w 1383 roku podczas wojny domowej Grzymalitów z Nałęczami, gdy: w okresie bezkrólewia, po śmierci Ludwika Węgierskiego, zbrojne oddziały wojewody Wojciecha z zamku w Łabiszynie organizowały wyprawy łupieżcze na dobra Nałęczów, w okolice Gniezna, Kłecka, Zwanowa, Znina, Kiszkowa, Wronek, Szamotuł, Buku, Grodziska i Powidza. Nieznane jest rozplanowanie i wygląd zamku z tego okresu. Zapewne przynajmniej jeden z budynków był jednotraktowy, wzniesiono go na rzucie wydłużonego prostokąta i posiadał sklepione kolebkowo piwnice. Być może pozostała zabudowa wewnętrzna była drewniana. Po Wojciechu z Łabiszyna właścicielem zamku był jego syn Maciej Kościelec z Łabiszyna. W listopadzie 1410 roku na zamku nocował król Władysław Jagiełło z dworem i doradcami.
W 1649 roku Łabiszyn został sprzedany Krzysztofowi Gembickiemu herbu Nałęcz, kasztelanowi gnieźnieńskiemu. Po zmarłym Krzysztofie majątek odziedziczył w 1659 roku jego syn Andrzej. Następnie około 1676 roku dobra łabiszyńskie z zamkiem odkupił stryjeczny brat Andrzeja, kasztelan łęczycki, późniejszy starosta dybowski - Paweł Gembicki. Z powodu braku poważnych badań nieznane są późniejsze dzieje i przekształcenia zamku. Wg tradycji w 1709 lub 1710 roku tutejszy dziedzic Maciej Gembicki, przeciwnik Augusta II Mocnego, zginął podczas obrony zamku przed wojskami saskimi. 
W drugiej połowie XVIII lub wg innych źródeł w pierwszej połowie XIX w. na miejscu bądź w bezpośrednim pobliżu dawnej siedziby obronnej wzniesiono nowy dwór.
W 2002 roku przeprowadzono w miejscu zamku niewielkie badania archeologiczne.